# 山本正已
山本 正已（やまもと まさみ、1954年1月11日 - ）は、日本の技術者、実業家。富士通代表取締役社長や、同社取締役会長、電子情報技術産業協会会長、情報通信ネットワーク産業協会会長、キッズデザイン協議会会長等を歴任した。

## 略歴
山口県豊浦郡豊北町（現下関市）出身。山口県立豊北高等学校を経て、1976年九州大学工学部電気工学科卒業後、オイルショックの影響で九州電力や中国電力の採用がなかったため富士通に入社。OASYSの入出力装置開発に携わったのち、パソコン事業に移り、モバイルPC事業部長等を経て、2004年パーソナルビジネス本部副本部長。2005年経営執行役。2007年経営執行役常務。
2010年から富士通代表取締役社長 を務め、半導体事業の構造改革などを進めた。2014年電子情報技術産業協会会長。2015年富士通代表取締役会長。2016年保健医療福祉情報システム工業会会長。2017年富士通取締役会長、キッズデザイン協議会会長、JFEホールディングス取締役。2018年内閣府規制改革推進会議委員。2019年富士通取締役シニアアドバイザー、みずほフィナンシャルグループ取締役。